# جون باركر (لاعب كريكت أسترالي)
جون باركر (13 مارس 1936 - ) (بالإنجليزية: John Parker)‏ هو لاعب كريكت أسترالي.

## وصلات خارجية
- جون باركر على موقع إي آس بي آن كريك إنفو (الإنجليزية)